# Emanuel Philibert (Savoyen)

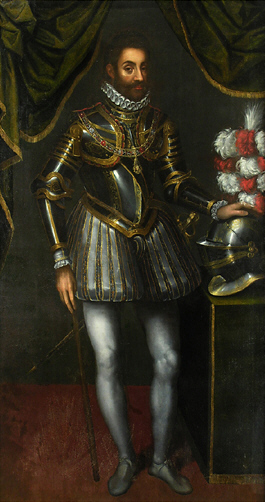
Emanuel Philibert (zeitgenössisches Porträt aus der Werkstatt von Scipione Pulcione)

Emanuel Philibert von Savoyen, genannt Eisenschädel (* 8. Juli 1528 in Chambéry; † 30. August 1580 in Turin) war von 1553 bis 1580 Herzog von Savoyen und 1556 bis 1559 Statthalter der habsburgischen Niederlande.

## Leben

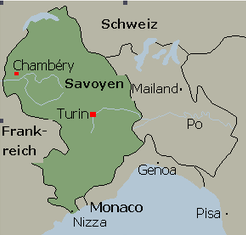
Emanuel Philibert verlegte die Hauptstadt Savoyens von Chambéry nach Turin

Emanuel Philibert

Als Sohn Herzog Karls III. und Beatrix von Portugal (Tochter von König Manuel I. von Portugal und seiner zweiten Frau, Maria von Aragón und Kastilien) zunächst für eine geistliche Laufbahn vorgesehen, wurde er nach dem Tod des Bruders Ludwig (1536) Thronerbe und daher vor allem politisch und militärisch ausgebildet. Er trat in den Dienst Kaiser Karls V., der ein Bruder von Eleonora von Kastilien, der dritten Frau seines Großvaters König Manuel I. von Portugal war. Während der Italienischen Kriege zwischen Franzosen und Spaniern annektierte Frankreich fast sein gesamtes Erbe. Einzige Hoffnung auf Rückgewinnung war der Dienst bei Kaiser Karl V., dem Gegner Frankreichs. Daher nahm er in dessen Diensten an den Schlachten von Ingolstadt (1546) und Mühlberg (1547) teil, sowie an den späteren Feldzügen gegen Frankreich (Metz und Bra, 1552). 1553 wurde er Gouverneur und Befehlshaber der kaiserlichen und spanischen Truppen in Flandern, er vertrieb die Franzosen nach der Schlacht bei Renty im Herbst 1554 aus dem Artois; 1556 ernannte ihn der Kaiser zum Statthalter der habsburgischen Niederlande. Nach Wiederaufnahme der Kämpfe gegen Frankreich unter Karls Nachfolger Philipp II. schlug er 1557 die französischen Truppen unter Connétable Anne de Montmorency in der Schlacht von Saint-Quentin vernichtend. Mit dem folgenden Frieden von Cateau-Cambrésis erhielt er seine Länder mit Ausnahme der Stadt Genf und einiger Festungen wieder zurück. 1574 und 1575 erwarb er darüber hinaus Pinerolo und Asti.
1563 verlegte er die Hauptstadt seines Herzogtums von Chambéry nach Turin und setzte in Verwaltung und Rechtspflege die italienische Sprache als Amtssprache durch. 1578 ließ er auch das Turiner Grabtuch von Chambéry in den Turiner Dom überführen. Emanuel Philibert kümmerte sich sehr um die Neuordnung seines Staates und um die Verbesserung der durch die ausländischen Truppen verwüsteten Landwirtschaft und Manufakturbetriebe. Er förderte auch das Bankwesen nachhaltig. Damit schaffte er sich die Grundlagen für den Aufbau einer kleinen, aber disziplinierten Armee, die sich auf ein nach Provinzen geordnetes Milizsystem stützte. Die alten Feudal- und Söldnerarmeen wurden abgeschafft. Seine kleine Marine unter Andrea Provana di Leinì  nahm an der Seeschlacht von Lepanto 1571 teil.
Im selben Jahr wurde er Nachfolger Giannotto Castiglionis als Großmeister des Lazarus-Ordens in Italien, 1572 erneuerte er den Moritzorden und erhielt von Gregor XIII. die Erlaubnis, diese beiden Ritterorden zum Orden der Heiligen Mauritius und Lazarus zu vereinen. Dieser wurde zeitweise zum reichsten Ritterorden Italiens und ist bis heute ein Hausorden des Hauses Savoyen.
Nach seinem Tod hinterließ er einen soliden Staat, der später zu einer europäischen Mittelmacht werden sollte und während des Risorgimento an der Spitze der italienischen Einigungsbewegung stand.

## Ehe und Nachkommen
Emanuel Philibert heiratete 1559 Prinzessin Margarethe von Frankreich, Tochter von König Franz I. Sie hatten einen Sohn:
- Herzog Karl Emanuel I., der Große von Savoyen (1562–1630) ⚭ Katharina Michaela von Spanien

## Fortleben
Den Namen Emanuel Philibert (Emanuele Filiberto) trägt heute der 1972 in Genf geborene Sohn Viktor Emanuels (IV.) von Savoyen.